# Euxoa luteomaculata
Euxoa luteomaculata är en fjärilsart som beskrevs av David F. Hardwick 1966. Euxoa luteomaculata ingår i släktet Euxoa och familjen nattflyn. Inga underarter finns listade i Catalogue of Life.